# Pillnitzi nyilatkozat

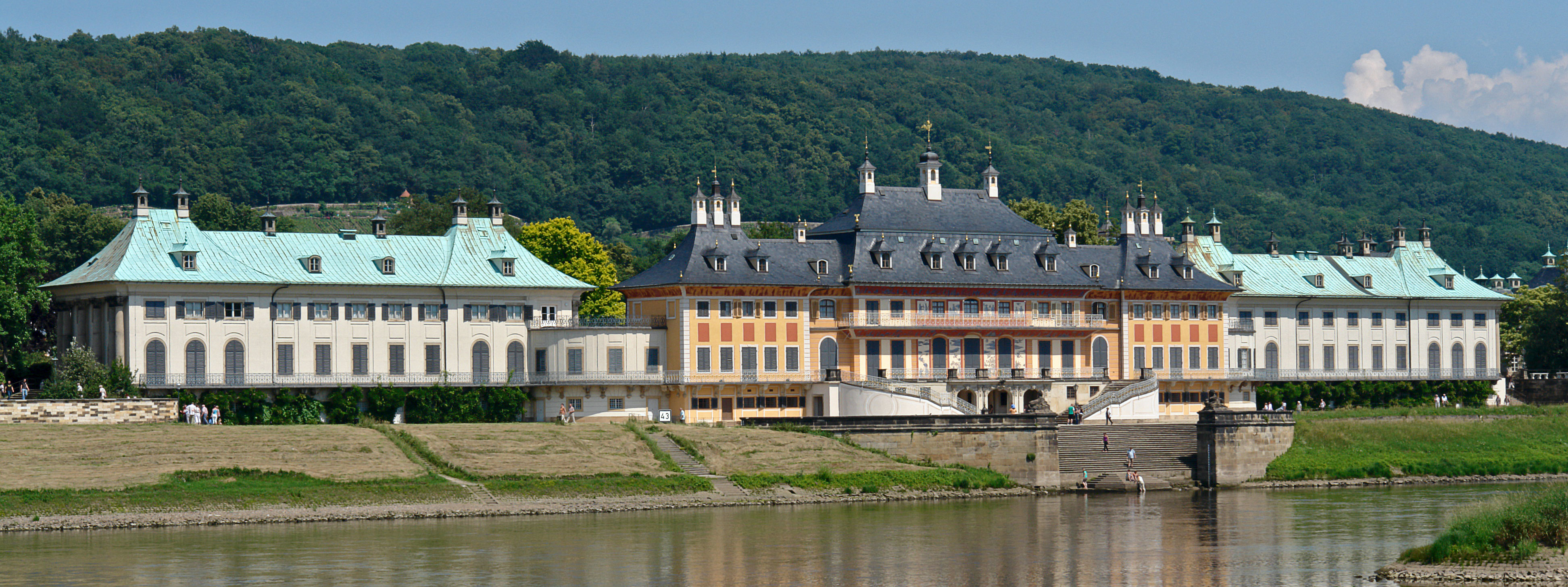
A pillnitzi kastély

A pillnitzi nyilatkozatban Ausztria és Poroszország nyíltan szembefordultak a forradalmi Franciaországgal, amikor szavatolták XVI. Lajos sérthetetlenségét.
A nyilatkozatot II. Lipót és II. Frigyes Vilmos írták alá, 1791. augusztus 27-én, a Drezda melletti Pillnitz kastélyában.
Az egyezmény felhívást intézett az európai hatalmakhoz, hogy avatkozzanak be a franciaországi eseményekbe és segítsék XVI. Lajost hatalma gyakorlásában. A konferencián foglalkoztak a lengyel kérdéssel és az Ausztria és az Oszmán Birodalom közötti háborúval is.
1792. április 20-án Franciaország hadat üzent a Habsburg Birodalomnak, ezzel elkezdődött az első koalíciós háború.

## Fordítás
- Ez a szócikk részben vagy egészben  a   Declaration of Pillnitz című angol Wikipédia-szócikk fordításán alapul.  Az eredeti cikk szerkesztőit annak laptörténete sorolja fel. Ez a jelzés csupán a megfogalmazás eredetét és a szerzői jogokat jelzi, nem szolgál a cikkben szereplő információk forrásmegjelöléseként.